# STS-90
إس تي إس-90 (بالإنجليزية: STS-90)‏ الرحلة التسعون ضمن برنامج مكوك الفضاء لوكالة ناسا، والرحلة الخامسة والعشرون على متن مكوك الفضاء كولومبيا، انطلقت الرحلة في 17 أبريل 1998 من مركز كينيدي للفضاء ، وهبطت بتاريخ 3 مايو في مركز كينيدي للفضاء أيضاً، بعد خمسة عشر يوماً و21 ساعة مكثتها الرحلة في الفضاء، تم خلال الرحلة قياس تأثير انعدام الجاذبية على الجهاز العصبي وتم إجراء الاختبار على عدد من الفئران والاسماك والخفافيش، بالتعاون مع وكالة الفضاء الأوروبية ، بلغ عدد الرواد المشاركين في الرحلة سبعة رواد من بينهم رائد فضاء كندي.